# Adam Rozwadowski
Adam Jordan Rozwadowski herbu Trąby (ur. 6 lipca 1876 w Dołpotowie, zm. 23 stycznia 1957) – pułkownik kawalerii Wojska Polskiego.

## Życiorys
Urodził się 9 lipca 1876 w Dołpotowie, rodzinnym majątku. Wywodził się z rodu Rozwadowskich herbu Trąby, był prawnukiem Kazimierza Rozwadowskiego (pułkownik wojsk polskich), wnukiem Wiktora Rozwadowskiego (1812-1858, oficer powstania listopadowego odznaczony Virtuti Militari) i Jakuba Wiktora oraz synem Franciszka Rozwadowskiego (1848-1916, ziemianin, poseł) i Marii Scholastyki z domu Wiktor herbu Brochwicz (zm. 1848), bratankiem Tomisława (1841-1920). Jego rodzeństwem byli Tomisław (1877-1897), Władysław (1879-1935), Jerzy (1881-1966), Zofia (1886-1953). Około 1911 otrzymał godność c. k. podkomorzego.
W kawalerii C. K. Armii został mianowany podporucznikiem z dniem 1 września 1897, potem awansowany na porucznika z dniem 1 listopada 1901. Był oficerem 13 Galicyjskiego pułku ułanów w Złoczowie (od początku jego służby tam oficerami byli jego kuzyni por./rtm. Samuel Jordan-Rozwadowski, a od około 1902 także rtm. Wiktor Jordan-Rozwadowski). W jednostce od około 1909 był komendantem plutonu pionierów (wcześniej tę punkcję pełnili jego ww. kuzyni Samuel i Wiktor), a od około 1910 do około 1913 adiutantem pułku. W tym okresie został awansowany na rotmistrza z dniem 1 maja 1911. Pozostawał oficerem 13 pułku w czasie pokoju do 1914. Podczas I wojny światowej walczył pozostając żołnierzem pułku piechoty nr 13 do 1918. Został awansowany na majora kawalerii z dniem 1 maja 1917
Po odzyskaniu niepodległości przez Polskę został przyjęty do Wojska Polskiego. Został awansowany na stopień podpułkownika kawalerii ze starszeństwem z dniem z 1 czerwca 1919. W 1921 był dowódcą 8 pułku ułanów w Rakowicach pod Krakowem. Jako oficer nadetatowy w 1923 w randze adiutanta sztabowego pełnił funkcję zastępcy szefa sztabu Dowództwa Okręgu Korpusu Nr V w tym samym mieście. Następnie został awansowany na pułkownika kawalerii ze starszeństwem z dniem 15 sierpnia 1924. Od 20 listopada 1924 sprawował stanowisko dowódcy 5 pułku Strzelców Konnych w Tarnowie, z którego 4 lutego 1927 został przeniesiony w stan spoczynku z dniem 30 kwietnia 1927. Na emeryturze pozostał w Krakowie. W 1934 jako pułkownik kawalerii w stanie spoczynku był przydzielony do Oficerskiej Kadry Okręgowej nr V jako oficer przewidziany do użycia w czasie wojny i pozostawał wówczas w ewidencji Powiatowej Komendy Uzupełnień Kraków Miasto.
22 września 1907 w Miejscu Piastowym poślubił Annę Trzecieską herbu Strzemię (1888-1926, córka Jana Trzecieskiego). Miał córkę Urszulę (1909-2001, żona Tadeusza Antoniego Mikułowskiego-Pomorskiego) i syna Jana (1910-1990). Opracował życiorys i wspomnienie „Zapomniany” w publikacji Generał Rozwadowski, poświęconej swojemu kuzynowi gen. Tadeuszowi Rozwadowskiemu.
Zmarł 23 stycznia 1957. Został pochowany w grobowcu Łętowskich na cmentarzu Rakowickim w Krakowie.

## Odznaczenia
- Krzyż Walecznych – dwukrotnie (po raz pierwszy przed 1923[32], po raz drugi przed 1924[29])

austro-węgierskie
- Krzyż Zasługi Wojskowej 3 klasy z dekoracją wojenną i z mieczami (przed 1918)[23]
- Brązowy Medal Zasługi Wojskowej na wstążce Krzyża Zasługi Wojskowej (przed 1916)[21] i z mieczami (przed 1918)[23]
- Brązowy Medal Zasługi Wojskowej na czerwonej wstążce (przed 1912)[8]
- Krzyż Wojskowy Karola (przed 1918)[23]
- Brązowy Medal Jubileuszowy Pamiątkowy dla Sił Zbrojnych i Żandarmerii (przed 1900)[13]
- Krzyż Jubileuszowy Wojskowy (przed 1909)[15]
- Krzyż Pamiątkowy Mobilizacji 1912–1913 (przed 1914)[20]